# South Bank

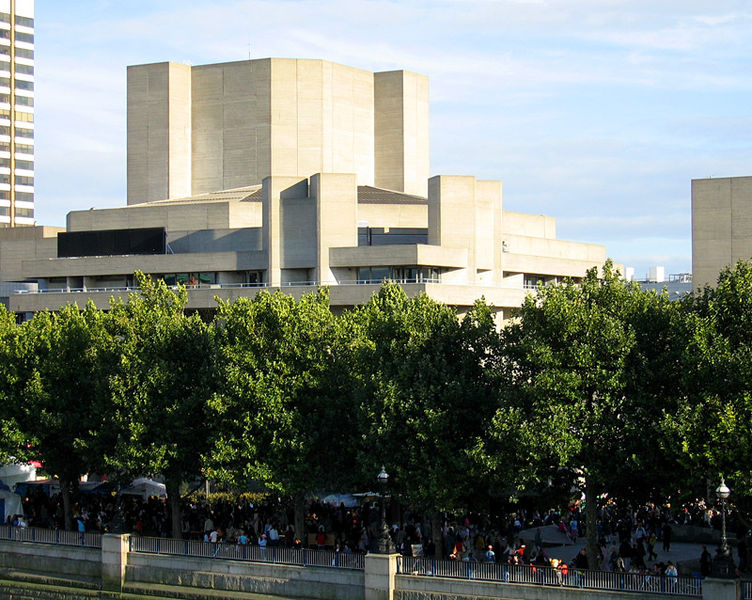
The National Theatre.

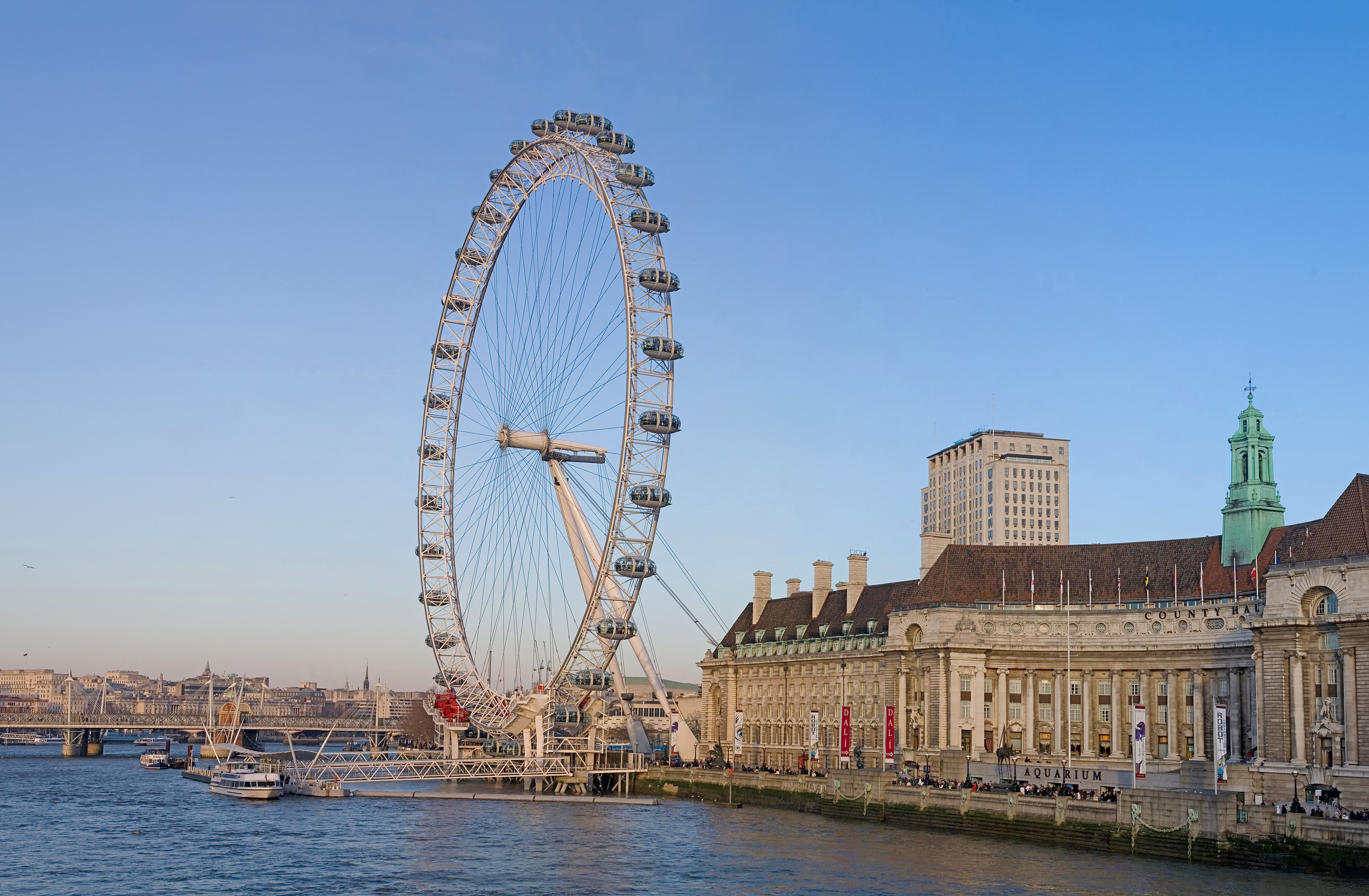
Le London Eye South Bank.

South Bank est une zone de la ville de Londres située sur la rive sud de la Tamise, autour de la gare de Waterloo.

## Situation géographique
Le quartier forme une étroite bande qui se partage entre le borough londonien de Lambeth et celui de Southwark. La zone est un centre culturel important de Londres, elle contient un grand nombre de musées, de théâtres et de salles de concert. S'y trouvent notamment le Southbank Centre, le National Theatre, le Royal Festival Hall et le BFI Southbank (en).
Elle est profondément marquée par les rénovations importantes liées au Festival of Britain qui s'y est déroulé en 1951.

## Constructions
- 2018 : livraison du One Blackfriars.